# Alfredo De Angelis
Alfredo De Angelis (Pescara, 10 febbraio 1918 – Pescara, 10 ottobre 2004) è stato un calciatore italiano, di ruolo centrocampista.

## Carriera
Debutta in Serie C con il Pescara, con cui raggiunge la promozione in Serie B al termine della stagione 1940-1941. Con gli abruzzesi debutta tra i cadetti nel campionato 1941-1942 giocando in Serie B per due stagioni prima della seconda guerra mondiale.
Nel dopoguerra sempre con il Pescara disputa 16 partite nel campionato di Serie A-B mista Centro-Sud 1945-1946, ed i successivi tre campionati di Serie B fino al 1949.
Conta complessivamente 154 presenze e 6 reti nei cinque campionati cadetti disputati.
Muore nella sua città natale il 10 ottobre 2004 all'età di 86 anni.

## Palmarès

### Club

#### Competizioni nazionali
- Serie C: 1

Pescara: 1940-1941